# Monodelphis adusta
Espèce
Synonymes
- Monodelphis melanops (Goldman, 1912)[2]
- Monodelphis peruvianus (Osgood, 1913)[2]

Statut de conservation UICN

 LC  : Préoccupation mineure
Monodelphis adusta est une espèce de mammifères de la famille des Didelphidés.

## Description
Il mesure de 9,3 à 12,5 cm de long pour un poids de 17 à 33 g. La queue mesure de 4 à 6,3 cm. La mâle est plus grand que la femelle. Comme chez les autres membres du genre Monodelphis, la femelle n'a pas de marsupium.

## Répartition et habitat
Cette espèce est présente au Venezuela, en Colombie, en Équateur, au Pérou et en Bolivie. Elle vit dans plusieurs types d'habitats, notamment les forêts tropicales humides de plaine et de basse montagne, la forêt humide Pacifique et les prairies humides.